# Evangelische Kirche Broich

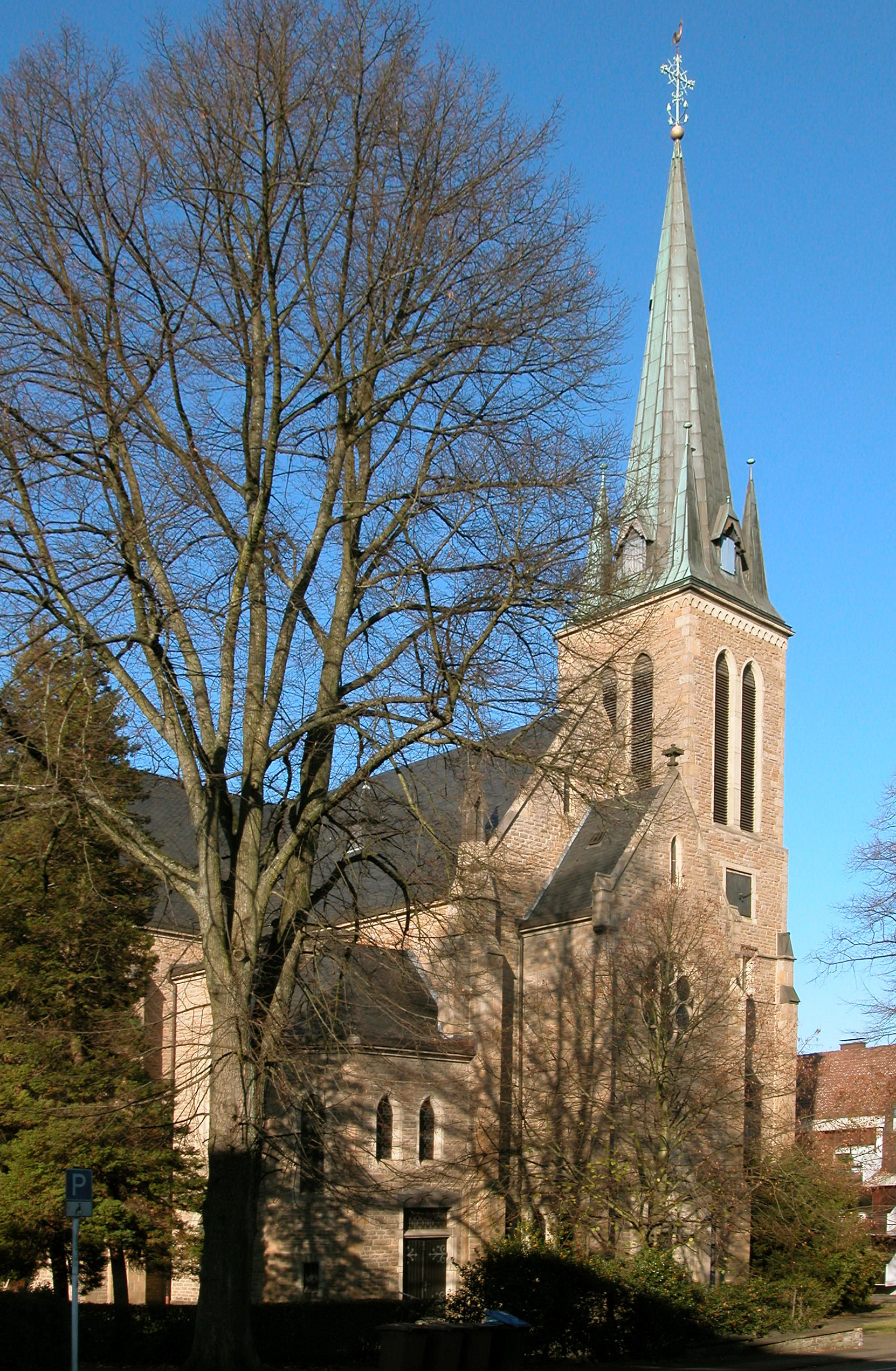
Südostansicht

Die Evangelische Kirche Broich ist eine neugotische Hallenkirche im Ortsteil Broich in Mülheim an der Ruhr. Sie ist eine von acht Kirchen des Kirchenkreises An der Ruhr, die unter Denkmalschutz stehen. Seit dem 1. August 2011 ist die Broicher Kirche eine von drei Gemeindekirchen der neuen Evangelischen Kirchengemeinde Broich-Saarn.

## Geschichte
Eine evangelische Kirchengemeinde gibt es in Broich seit 1890. Die neugotische Kirche wurde 1901 an der Wilhelminenstraße in Broich eingeweiht. Baumeister war der Mülheimer Architekt Heinrich Heidsiek, der für mehrere Kirchen und Rathäuser im Ruhrgebiet und am Niederrhein die Pläne erstellte und ausführte.
Der Architekt und sein Werk wurden einhellig gelobt: „Baumeister… Heidsiek, nach dessen Plänen der stattliche, architektonisch bedeutende Bau errichtet wurde … Akkorde der neuen Orgel brausten mächtig durch den herrlichen, stylvoll gehaltenen Raum … das herrliche Gotteshaus … feierte den genialen Erbauer der Kirche“ – „… entsteht … die Broicher Kirche in seltener Einheitlichkeit von äußerer Form und innerer Geschlossenheit.“
Der Kirchenbau wurde in den Jahren 2000/01 umfassend restauriert.

## Architektur

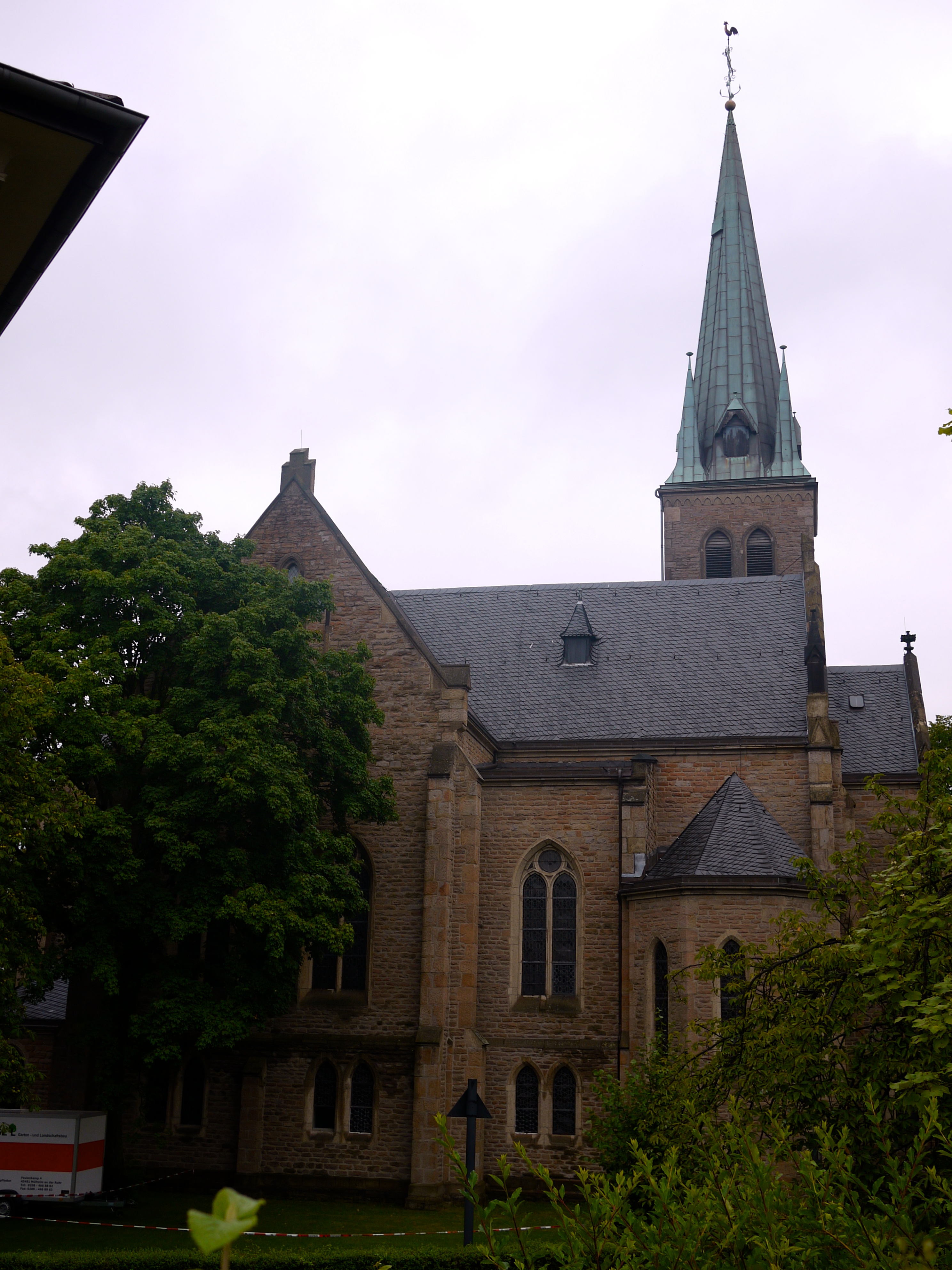
Südansicht

Die Hallenkirche aus Ruhrsandstein ist über einem Kreuzgrundriss erbaut. Das breite, und hohe, fast quadratische Mittelschiff, wird zwar von zwei schmalen Seitenschiffen begleitet, erweckt aber wegen seiner Dimensionen den Eindruck eines Zentralbaus. Rechteckchor und Schiffe haben ein Kreuzrippengewölbe. Der Bau ist innen weiß verputzt, Pfeiler bzw. Säulen und Gewölberippen sind blassrot abgesetzt. Die Kirche hat eine an drei Seiten umlaufende hölzerne Empore, die durch vorgeblendete, ornamentartige Spitzbogenarkaden gegliedert wird. Auf der Mittelempore ist die Orgel aufgestellt, gestützt wird die Empore durch zwei gusseiserne Säulen.
Flankiert wird die Kirche von einem 47 m hohen Kirchturm.

### Baukonzept
Das Baukonzept der Kirche war zur Erbauungszeit bereits architektonisch und theologisch überholt. Das Wiesbadener Programm von 1891, das neue Wege im protestantischen Kirchenbau wies, kam nicht zum Tragen. Das hätte u. a. gefordert: Vermeidung des neugotischen Baustils, wie er bis in die 1870er Jahre bevorzugt wurde, sowie die Konzentration der Prinzipalstücke Altar, Kanzel und Orgel auf eine Sichtachse.
Stattdessen häufen sich Rückgriffe auf ältere Kirchenbaukonzepte:
- Grundriss: Anlage in Kreuzgestalt (Eisenacher Regulativ, 1861)
- Baustil: vorzugsweise "germanisch-gotisch" (Eisenacher Regulativ, 1861)
- Chor-/Altarraum gilt als selbstverständlich und unverzichtbar (Dresdner Thesen, 1856 und Barmer Thesen, 1860), um mehrere Stufen erhöht und groß genug, dass sich in ihm die liturgischen Handlungen um den Altar vollziehen können, Steingewölbe im Altarraum (Eisenacher Regulativ, 1861). Auf die Anlage des Altarraums sollte größte Sorgfalt verwendet werden (Eisenacher Ratschläge, 1898)
- Standort der Kanzel: wo Schiff und Chor zusammenstoßen (Dresdner Thesen)
- Orgel gegenüber dem Altarraum (Barmer Thesen)
- Emporen: nur an den Längsseiten (Eisenacher Ratschläge, 1898)

Werner Franzen stellt zur Verbindlichkeit der Eisenacher Grundsätze [d. h. der eher konservativen Baukonzeption] fest: „Hinweise für ein Interesse des Konsistoriums [Leitung der Rheinischen Provinzialkirche] an einer verbindlichen Umsetzung der Eisenacher Bauregeln finden sich nicht. Auch in den folgenden Jahrzehnten ist von einer intensiveren Kenntnisnahme und Beachtung der Verlautbarungen der Eisenacher Kirchenkonferenz zu Fragen des Kirchenbaus im Rheinland nichts zu spüren. 1898 erscheinen die sogenannten „Eisenacher Ratschläge“, eine Überarbeitung des Eisenacher Regulativs, mit denen sich die Rheinische Provinzialsynode im folgenden Jahr beschäftigt. Verabschiedet wird eine höfliche, aber völlig unverbindliche Weiterleitungsempfehlung an die Gemeinden.“
Offensichtlich wurden aber die Grundsätze vom damaligen Broicher Presbyterium beherzigt und durch den Architekten Heinrich Heidsiek umgesetzt.
Abweichungen von der konservativen Baukonzeption der Broicher Kirche waren durch das städtebauliche Umfeld bedingt: Eine Ostung der Kirche hätte eine Abkehr des Hauptportals von der vorhandenen Straßenverbindung und den benachbarten – damals in Broich vorhandenen – städtischen Einrichtungen wie Rathaus, Post und Bahnhof bedeutet. Außerdem befand sich an der Grundstücksgrenze nach Westen bereits Wohnbebauung, die auch den Platz für den Bau beschränkte, so dass die Kirche fast den Eindruck eines Zentralbaus vermittelt.

## Innenausstattung
Inneneinrichtung, wie Kanzel und Altar sind ebenfalls neugotisch durchgestaltet.

### Chorfenster
Das dreigeteilte Chorfenster von 1948/49 nach einem Entwurf des Glasmalers Karl Hellwig (1911–1996) nimmt die Idee eines mittelalterlichen Flügelaltars (Triptychon) auf und unterstreicht somit das Baukonzept der Broicher Kirche. Die linke Tafel zeigt biblische Szenen zum Sakrament der Taufe, die rechte solche zum Abendmahl; die mittlere Fensterreihe thematisiert das Wort Gottes nach dem Johannesevangelium. Die Seitenfenster mit Bändern in 14 Pastelltönen und die Fensterrose über der Orgel vollendete Hellwig bis 1953.

### Die Orgel
Die Orgel aus der Erbauungszeit der Kirche gilt als älteste in Mülheim an der Ruhr, zumal sie zu über 90 % aus historischem Pfeifenmaterial besteht. Erbauer war der Königliche Hoforgelbaumeister Wilhelm Sauer aus Frankfurt an der Oder. Die historische Sauer-Orgel wird für die Aufführung spätromantischer Orgelmusik gern genutzt.
Disposition:

Pedal
1 Posaune 16'
2 Gedackt 8'
3 Prinzipal 8'
4 Prinzipal 16'
5 Subbass 16'

II Schwellwerk
6 Progressio 2-3f.
7 Fugara 4'
8 Traversflöte 4'
9 Lieblich Gedack 16'
10 Prinzipal amabile 8'
11 Soloflöte 8'
12 Lieblich Gedack 8'
13 Aeoline 8'
14 Voix celestis 8'

I Hauptwerk
15 Gedackt 8'
16 Gemshorn 8'
17 Flöte 8'
18 Gamba 8'
19 Prinzipal 8'
20 Bordun 16'
21 Rohrflöte 4'
22 Oktave 4'
23 Rauschquinte 2 ⅔' 2'
24 Cornett 3-4f.
25 Trompete 8'

Koppeln
26 II/I
27 I/P
28 II/P